# Lucemburská hymna
Hymna Lucemburska je píseň Ons Heemecht (česky Naše vlast).

## Historie hymny
Lucembursko má dvě hymny: národní a velkovévodskou. Národní hymna vznikla v roce 1864. Slova napsal Michael Lentz a hudbu Jean-Antoine Zinnen. Dílo bylo oficiálně přijato jako hymna v roce 1895. Velkovévodská hymna Wilhelmus se hraje, je-li přítomna velkovévodská rodina a během oficiálních státních ceremonií.

## Text a český překlad
| Wou d'Uelzecht durech d'Wisen zéit, Duerch d'Fielsen d'Sauer brëcht. Wou d'Rief laanscht d'Musel dofteg bléit, Den Himmel Wäin ons mëcht. Dat as onst Land, fir dat mir géif, Heinidden alles won. Ons Heemechtsland, dat mir sou déif An onsen Hierzer dron.. O Du do uewen, deem séng Hand Duurch d'Welt d'Natioune leet. Behitt Du d'Lëtzebuerger Land Vru friemem Joch a Leed ! Du hues ons all als Kanner schon de fräie Geescht jo gin. Looss viru blénken d'Fräiheetssonn déi mir sou laang gesin. | Kde Uelzecht teče mezi luky, Saure prodírá se skalami, kde vonící vinná réva roste nad řekou Musel, a nebe nám slibuje víno, tam je naše země, pro kterou ochotně odvážíme se všeho. Naše vlast, kterou nosíme hluboko ve svých srdcích. O Ty, který jsi nad námi, kterého silná ruka vede národy světa Chraň Lucembursko před cizí porobou a ohrožením neboť jako děti tvé žijeme duchem svobody. Nechť slunce svobody, které tak dávno známe, vždy nám svítí. |